# ラルフ (ウサギ)
ラルフ（Ralph、2009年頃 - ）は、イギリス・サセックス州で飼われていたカイウサギ（コンチネンタル・ジャイアント・ラビット）である。体重が約25キログラムで、「世界一重いウサギ」として2010年と2013年のギネス世界記録に掲載された。

## 概要
ラルフは、2009年に死去するまで世界一重いウサギだったエイミーの32匹の子供のうちの一匹である。父親のロベルトもまた、かつて世界一重いウサギだった。
ラルフは2010年に、ギネス世界記録により「世界一重いウサギ」に認定された。同年中に、同じコンチネンタル・ジャイアント種のウサギであるダリウス(Darius)に世界一の座を奪われたが、2013年、4歳のときに奪還した。ラルフの1週間分の食費は50ポンドだった。ラルフは、ブロッコリー、キャベツ、ニンジン、キュウリ、スイートコーン、クレソンなどの様々な野菜と、茶色パン、クリームクラッカー、ウィータビックス（朝食シリアル）などを食べていた。
ラルフの飼い主はポーリーン・グラント(Pauline Grant)で、アクフィールドのサセックス・ホース・レスキューに住み、エラ・マクドネルが世話をしていた。
霊能者のデレク・アコラが、ラルフの大きな体は霊の憑依によるものだと述べたことから、飼い主のグラントはアコラに見てもらうためにラルフをロンドンへ連れて行った。グラントは、自分の家に幽霊が出ると信じていた。グラントによれば、アコラはグラントの家にいる霊についてラルフと話をし、アコラはラルフがグールの霊を呼び出していると考えたという。
2014年、アメリカの連邦航空局(FAA)は、ドローンの操縦者向けの注意事項をまとめた動画"Know Before You Fly"の中で、ドローンの重さの上限の例としてラルフを挙げた。